# Institut des relations internationales du Cameroun
Pour les articles homonymes, voir IRIC.
 (novembre 2023).
Si vous disposez d'ouvrages ou d'articles de référence ou si vous connaissez des sites web de qualité traitant du thème abordé ici, merci de compléter l'article en donnant les références utiles à sa vérifiabilité et en les liant à la section « Notes et références ».
L'Institut des Relations internationales du Cameroun (en anglais : International Relations Institute of Cameroon) est l'une des institutions de l'université de Yaoundé II-Soa. L’institut, créé en 1971, a pour vocation de former les diplomates camerounais et africains. Il est installé rue de Kribi dans la commune d'arrondissement de Yaoundé III.

## Historique
L’institut est créé à Yaoundé par le décret du 24 avril 1971 pour former des experts en relations internationales et en diplomatie.
L'organisation des études à l'IRIC a été rénovée en 1993. Jusque-là, l'institut était essentiellement axé sur la formation des diplomates. Le nouveau programme donne accès à d'autres carrières internationales (banque-monnaie-finance internationales, contentieux internationale,Intégration régionale et management des institutions communautaires, marketing international).
L'actuel directeur général de l'IRIC est Daniel Urbain Ndongo, nommé à ce poste le 16 juillet 2020 par décret présidentiel en remplacement du Dr Salomon Eheth, nommé ambassadeur du Cameroun en Suisse.

## Directeurs
Plusieurs personnalités se sont succédé à la tête de l'Institut depuis 1972:
- Daniel Urbain Ndongo (2020-)
- Salomon Eheth (2017-2020)
- Pierre Emmanuel Tabi (2012-2017)
- Narcisse Mouelle Kombi (2005-2012)
- Jean Emmanuel Pondi (1999-2005)
- Lysette Elomo Ntonga (1993-1999)
- Peter Agbor Tabi (1988-1991)
- Louis-Paul Ngongo (1983-1988)
- Joseph Owona (1976-1983)
- Adamou Ndam Njoya (1972-1975)

## Enseignements
La formation comporte trois cycles autonomes :

### Cycle Master

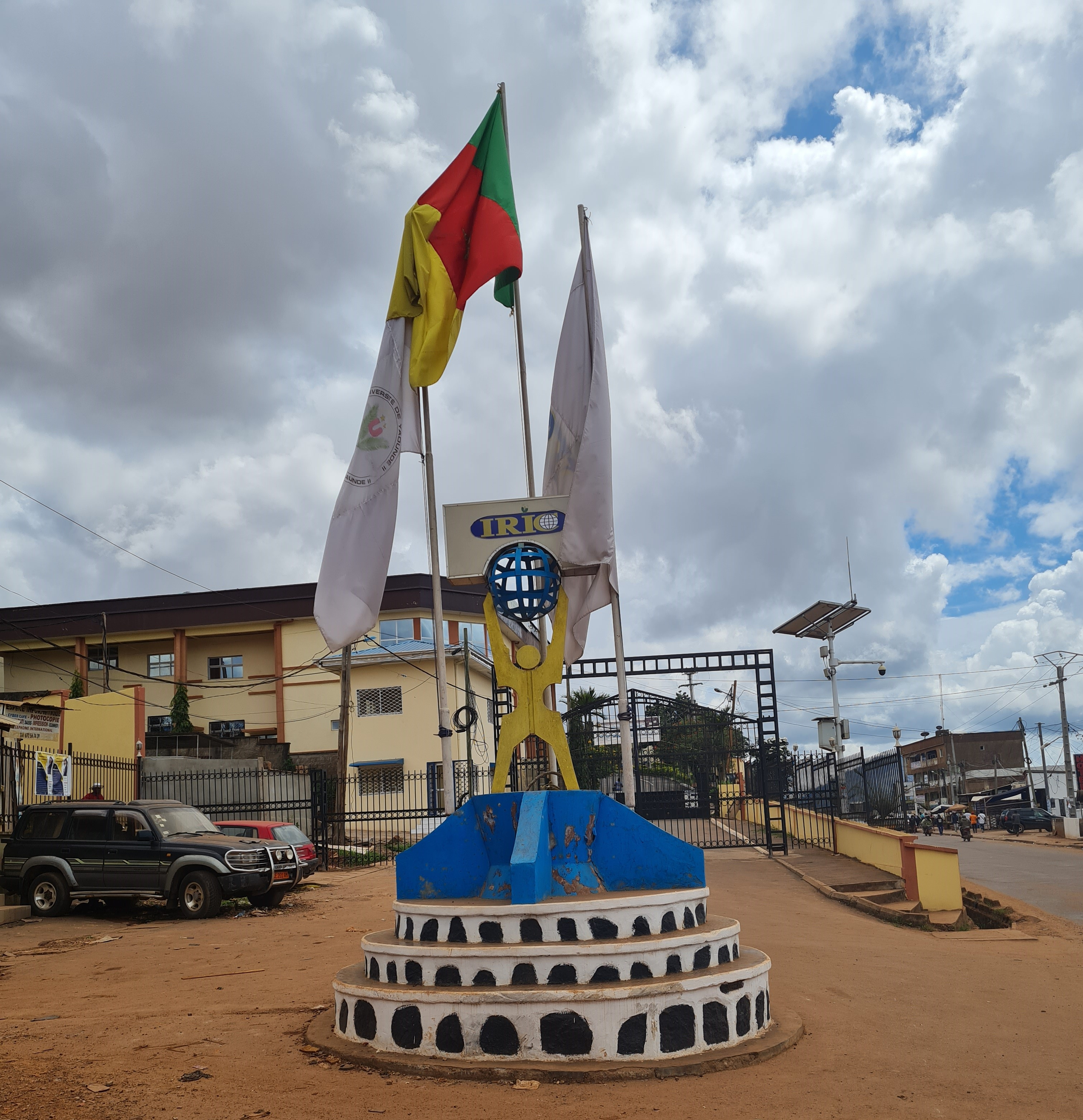
Entrée du campus de l'IRIC

L'IRIC forme des cadres supérieurs des professions internationales dans les spécialités majeures suivantes :
- Diplomatie,
- Banque Monnaie Finance internationale,
- Contentieux international,
- Intégration régionale et management des institutions communautaires,
- Marketing international,
- Coopération Internationale, Développement Durable et Action Humanitaire,
- Communication et Action Publique Internationale.
- Diplomatie Économique et Commerce International

### Cycle de perfectionnement diplomatique

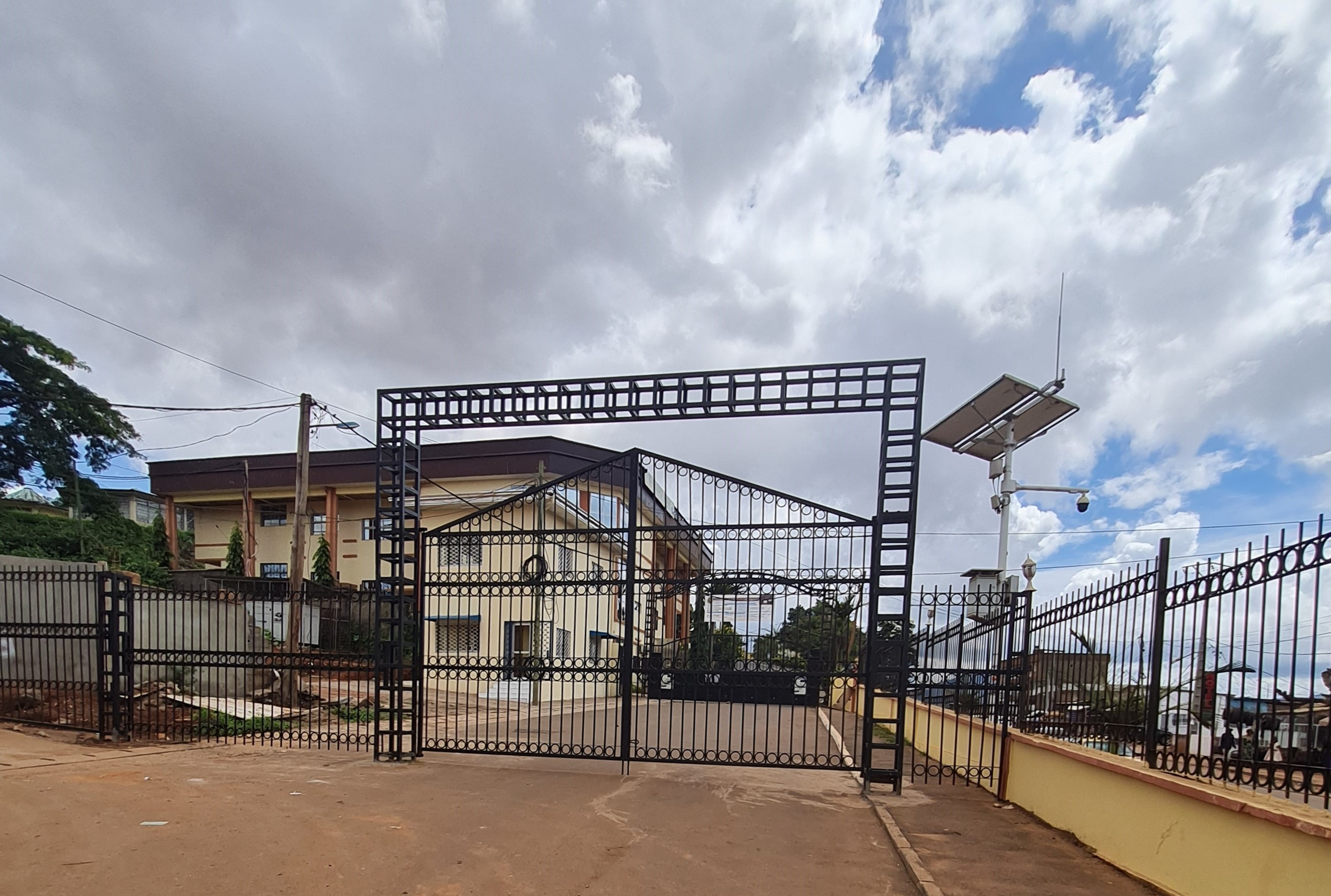
Campus de l'IRIC

Les cours de perfectionnement pour le personnel diplomatique et les agents des Ministères des Relations extérieures, s'appuient sur une combinaison de matières théoriques et des cas pratiques, permettant aux apprenant d'acquérir des compétences avancées et des bonnes pratiques en matière de diplomatie.

### Cycle de doctorat
Le cycle doctorat de l'IRIC est officiellement lancé en 2016, sous la tutelle de l'Université de Yaoundé II et recense plusieurs laboratoires de recherches, parmi lesquels le laboratoire d'économie internationale, le laboratoire de droit internationale, le laboratoire de coopération International et le laboratoire d'Intégration régionale et le Laboratoire de Géopolitique et études Stratégiques. Dès 2019, l'Unité de Formation Doctorale de l'institut livre ses premiers docteurs. il s'agit de Monsieur Tandong Asen Godfred et de Monsieur Owona Wolfgang Fernand Jr., tous anciens produits des cycles de Masters de l'Institut.

## Admission
Les conditions d’admission à l’IRIC sont le concours pour les étudiants en Master 1 professionnels, sur étude de dossier pour les étudiants du cycle de stage diplomatique et du cycle de doctorat.

## Personnalités liées à l'université

### Enseignants
- Elvis Ngolle Ngolle
- Maurice Kamto
- Charles Ateba Eyene
- Kourra Félicité Owona Mfegue
- Justine Diffo

### Étudiants
- René Emmanuel Sadi, homme politique camerounais
- Ferdinand Ngoh Ngoh, diplomate camerounais
- Moussa Okanla, homme politique béninois
- Abdou Abarry, diplomate nigérien
- Achille Bassilekin III, haut-fonctionnaire camerounais
- Judith Yah Sunday, haut fonctionnaire camerounais

- Oswald Baboké, haut fonctionnaire camerounais
- Suzanne Julie Kamto, haut fonctionnaire camerounaise
- Nadine Djomo, journaliste et romancière camerounaise